# USS Princess Matoika (ID-2290)
Pour les autres navires du même nom, voir SS City of Honolulu.

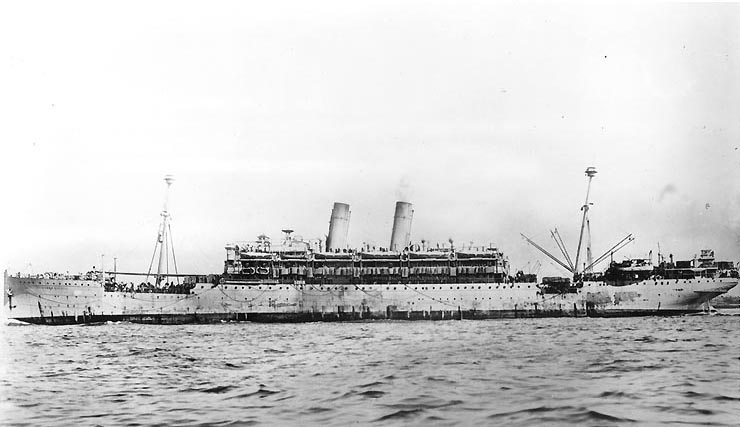
USS Princess Matoika (ID-2290).

L’USS Princess Matoika (ID-2290) était un navire de transport de la marine militaire des États-Unis pendant la Première Guerre mondiale.
Avant la guerre, c'était un paquebot de classe Barbarossa (en) qui a navigué sous le nom de SS Kiautschou pour la Compagnie transatlantique Hambourg-America et sous le nom de SS Princess Alice (parfois orthographié Prinzess Alice) pour la Norddeutscher Lloyd. Après son service lors de la Première Guerre mondiale, il a été utilisé par l'armée de terre des États-Unis comme bateau de transport sous le nom de USAT Princess Matoika. Revenu au service civil, il a été renommé SS Princess Matoika jusqu'en 1922, SS President Arthur jusqu'en 1927, et SS City of Honolulu jusqu'à ce qu'il fut démoli en 1933.